# Keirin masculin aux Jeux olympiques d'été de 2004
Navigation
Sydney 2000 Pékin 2008
Le keirin masculin est l'une des douze compétitions de cyclisme sur piste aux Jeux olympiques de 2004. Il est disputé par 22 cyclistes. Une course de keirin consistait en 8 tours de piste, soit 2 km.

## Médaillés
| Or          | Argent                | Bronze      |
| Ryan Bayley | José Antonio Escuredo | Shane Kelly |

## Résultats

### Premier tour (25 août)
Les 22 coureurs étaient répartis dans trois séries pour ce premier tour. Les deux premiers (six en tout) de chaque série se sont qualifiés pour le tour suivant alors que les 16 autres coureurs se retrouvaient lors du premier repêchage.
| Série | Rang | Coureur                 | Pays               | Temps      |
| ----- | ---- | ----------------------- | ------------------ | ---------- |
| 1     | 1    | Ryan Bayley             | Australie          | 10 s 431 Q |
| 1     | 2    | Lampros Vasilopoulos    | Grèce              | Q          |
| 1     | 3    | Jamie Staff             | Grande-Bretagne    |            |
| 1     | 4    | Łukasz Kwiatkowski      | Pologne            |            |
| 1     | 5    | Theo Bos                | Pays-Bas           |            |
| 1     | 6    | Toshiaki Fushimi        | Japon              |            |
| 1     | 7    | Jens Fiedler            | Allemagne          |            |
| 2     | 1    | René Wolff              | Allemagne          | 10 s 717 Q |
| 2     | 2    | José Antonio Escuredo   | Espagne            | Q          |
| 2     | 3    | Martin Nothstein        | États-Unis         |            |
| 2     | 4    | Jaroslav Jerabek        | Slovaquie          |            |
| 2     | 5    | Josiah Ng On Lam        | Malaisie           |            |
| 2     | 6    | Laurent Gané            | France             |            |
| 2     | 7    | Yang Hee-Chun           | Corée du Sud       |            |
| 3     | 1    | Shane Kelly             | Australie          | 10 s 927 Q |
| 3     | 2    | Ivan Vrba               | République tchèque | Q          |
| 3     | 3    | Teun Mulder             | Pays-Bas           |            |
| 3     | 4    | José Antonio Villanueva | Espagne            |            |
| 3     | 5    | José Sochón             | Guatemala          |            |
| 3     | 6    | Ross Edgar              | Grande-Bretagne    |            |
| 3     | 7    | Suk-Hwan Hong           | Corée du Sud       |            |
| 3     | 8    | Mickaël Bourgain        | France             |            |

### Premier repêchage (25 août)
Le premier tour de repêchage consistait en trois séries de cinq à six coureurs. Les deux premiers (six en tout) de chaque série ont rejoint les six coureurs déjà qualifiés pour le deuxième tour. Les autres étaient éliminées.
| Série | Rang | Coureur                 | Pays            | Temps      |
| ----- | ---- | ----------------------- | --------------- | ---------- |
| 1     | 1    | Jens Fiedler            | Allemagne       | 10 s 973 Q |
| 1     | 2    | Jamie Staff             | Grande-Bretagne | Q          |
| 1     | 3    | José Antonio Villanueva | Espagne         |            |
| 1     | 4    | Ross Edgar              | Grande-Bretagne |            |
| 1     | 5    | Jaroslav Jerabek        | Slovaquie       |            |
| 1     | 6    | Laurent Gané            | France          |            |
| 2     | 1    | Mickaël Bourgain        | France          | 10 s 645 Q |
| 2     | 2    | Josiah Ng On Lam        | Malaisie        | Q          |
| 2     | 3    | Jose Sochon             | Guatemala       |            |
| 2     | 4    | Martin Nothstein        | États-Unis      |            |
| 2     | 5    | Toshiaki Fushimi        | Japon           |            |
| 3     | 1    | Theo Bos                | Pays-Bas        | 10 s 953 Q |
| 3     | 2    | Łukasz Kwiatkowski      | Pologne         | Q          |
| 3     | 3    | Suk-Hwan Hong           | Corée du Sud    |            |
| 3     | 4    | Teun Mulder             | Pays-Bas        |            |
| 3     | 5    | Yang Hee-Chun           | Corée du Sud    |            |

### Deuxième tour (25 août)
Le deuxième tour consistait en deux séries de six coureurs. Les trois premiers de chaque série se sont qualifiés pour la finale alors que les autres coureurs se retrouvaient pour une série de classement de la septième à la douzième place.
| Série | Rang | Coureur               | Pays               | Temps      |
| ----- | ---- | --------------------- | ------------------ | ---------- |
| 1     | 1    | Ryan Bayley           | Australie          | 10 s 537 Q |
| 1     | 2    | Josiah Ng On Lam      | Malaisie           | Q          |
| 1     | 3    | José Antonio Escuredo | Espagne            | Q          |
| 1     | 4    | Ivan Vrba             | République tchèque |            |
| 1     | 5    | Łukasz Kwiatkowski    | Pologne            |            |
| 1     |      | Jamie Staff           | Grande-Bretagne    | disq.      |
| 2     | 1    | Shane Kelly           | Australie          | Q          |
| 2     | 2    | René Wolff            | Allemagne          | Q          |
| 2     | 3    | Mickaël Bourgain      | France             | Q          |
| 2     | 4    | Jens Fiedler          | Allemagne          |            |
| 2     |      | Theo Bos              | Pays-Bas           | ab.        |
| 2     |      | Lampros Vasilopoulos  | Grèce              | disq.      |

### Classement 7-12eplace (25 août)
| Rang | Coureur              | Pays               | Temps       |
| ---- | -------------------- | ------------------ | ----------- |
| 7    | Łukasz Kwiatkowski   | Pologne            | 10 s 685    |
| 8    | Jens Fiedler         | Allemagne          |             |
| 9    | Lampros Vasilopoulos | Grèce              |             |
|      | Ivan Vrba            | République tchèque | ab.         |
|      | Theo Bos             | Pays-Bas           | non-partant |
|      | Jamie Staff          | Grande-Bretagne    | non-partant |

### Finale (25 août)
| Rang | Athlète               | Pays      | Temps    |
| ---- | --------------------- | --------- | -------- |
| 1    | Ryan Bayley           | Australie | 10 s 601 |
| 2    | José Antonio Escuredo | Espagne   |          |
| 3    | Shane Kelly           | Australie |          |
|      | Mickaël Bourgain      | France    | ab.      |
|      | René Wolff            | Allemagne | disq.    |
|      | Josiah Ng On Lam      | Malaisie  | disq.    |

## Sources
- (en) Cet article est partiellement ou en totalité issu de l’article de Wikipédia en anglais intitulé « Cycling at the 2004 Summer Olympics – Men's Keirin » (voir la liste des auteurs).